# Herson
Herson (ukrajinsko Херсо́н, izgovorjava [xerˈsɔn] (); rusko: [xʲɪrˈson]) je mesto na jugu Ukrajine (Rusija trdi, da je mesto v Ruski federaciji). Je upravno središče Hersonske oblasti in gospodarsko središče. Herson je pomembno pristanišče ob Črnem morju in ob Dnepru, ter domovanje večje ladjedelniške industrije. Je središče Hersonskega rajona in gosti upravo Hersonske mestne gromade (občine), ene od ukrajinskih gromad. Leta 2021 je imelo mesto 283.649 prebivalcev (ocena za leto 2021).

## Zgodovina
Mesto je bilo ustanovljeno 18. junija 1778 z odlokom Katarine Velike na obrežju Dnepra kot osrednja trdnjava Črnomorske flote. Leta 1783 so bile mestu podeljene pravice okrožnega mesta, odprla pa se je krajevna ladjedelnica. V letu dni je začela delovati ladjarska družba Herson. Leta 1803 je mesto postalo glavno mesto Hersonske gubernije.
Mesto so od 19. avgusta 1941 do 13. marca 1944 zasedle oborožene sile Tretjega rajha. Mesto so osvobodile enote Rdeče armade.
Od leta 2014 je v Hersonu urad Predstavništva Predsednika Ukrajine v Avtonomni republiki Krim.
Do 18. julija 2020 je bil Herson vključen kot mesto območnega pomena in središče Hersonske gromade. Gromado so ukinili julija 2020 kot del upravne prenove Ukrajine, ki je zmanjšala število rajonov v Hersonski oblasti na pet. Območje Hersonske gromade je bilo združeno v novoustanovljeni Hersonski rajon.
Mesto je bilo prizorišče hudih spopadov v prvih dneh Ruske invazije na Ukrajino leta 2022 (Južnoukrajinska ofenziva). Poročali so, da je mesto od 2. marca 2022 pod ruskim nadzorom. Pod rusko okupacijo so domačini še naprej uprizarjali ulične proteste proti prisotnosti invazijske vojske in v podporo enotnosti Ukrajine.. Konec junija se je v Hersonu odprla prva ruska banka. Konec septembra 2022 je Rusija razglasila pridružitev Hersonske oblasti Ruski federaciji.
Po umiku ruskih sil z desnega brega Dnepra so 11. novembra 2022 ukrajinske enote ponovno prevzele nadzor nad Hersonom.

## Etimologija
Mesto so poimenovali po mestni koloniji Herson (Chersonesos) na Krimu, kot prvo mesto Grškega projekta Grigorija Potemkina in Katarine Velike. Antično ime 'Chersonese' izhaja iz starogrške besede Χερσόνησος 'chersonesos', kar pomeni polotok, obala.

## Demografija

### Etnična pripadnost
Po narodnem popisu prebivalstva Ukrajine (2001) so etnične skupine, ki živijo znotraj Hersona:
- Ukrajinci – 76,6 %
- Rusi – 20,0 %
- drugi – 3,4 %

### Jeziki
| Jezik        | %    | %    |
| Jezik        | 1897 | 2001 |
| ------------ | ---- | ---- |
| Ukrajinščina | 19,6 | 53,4 |
| Ruščina      | 47,2 | 45,3 |
| Jidiš        | 29,1 |      |
| Poljščina    | 1,7  |      |
| Nemščina     | 0,7  |      |

### Prebivalstvo
| Leto | Št. prebivalcev |
| ---- | --------------- |
| 1790 | 24.000          |
| 1926 | 58.000          |
| 1939 | 97.000          |
| 1959 | 158.000         |
| 1981 | 361.000         |
| 2004 | 354.000         |
| 2007 | 329.000         |
| 2020 | 283.338         |

## Podnebje
Po Köppnovi podnebni razvrstitvi ima Herson vlažno celinsko podnebje (Dfa).
| Podnebni podatki za Herson (1991–2020, ekstremi 1955–sedanjost)             | Podnebni podatki za Herson (1991–2020, ekstremi 1955–sedanjost) | Podnebni podatki za Herson (1991–2020, ekstremi 1955–sedanjost) | Podnebni podatki za Herson (1991–2020, ekstremi 1955–sedanjost) | Podnebni podatki za Herson (1991–2020, ekstremi 1955–sedanjost) | Podnebni podatki za Herson (1991–2020, ekstremi 1955–sedanjost) | Podnebni podatki za Herson (1991–2020, ekstremi 1955–sedanjost) | Podnebni podatki za Herson (1991–2020, ekstremi 1955–sedanjost) | Podnebni podatki za Herson (1991–2020, ekstremi 1955–sedanjost) | Podnebni podatki za Herson (1991–2020, ekstremi 1955–sedanjost) | Podnebni podatki za Herson (1991–2020, ekstremi 1955–sedanjost) | Podnebni podatki za Herson (1991–2020, ekstremi 1955–sedanjost) | Podnebni podatki za Herson (1991–2020, ekstremi 1955–sedanjost) | Podnebni podatki za Herson (1991–2020, ekstremi 1955–sedanjost) |
| Mesec                                                                       | Jan                                                             | Feb                                                             | Mar                                                             | Apr                                                             | Maj                                                             | Jun                                                             | Jul                                                             | Avg                                                             | Sep                                                             | Okt                                                             | Nov                                                             | Dec                                                             | Letno                                                           |
| --------------------------------------------------------------------------- | --------------------------------------------------------------- | --------------------------------------------------------------- | --------------------------------------------------------------- | --------------------------------------------------------------- | --------------------------------------------------------------- | --------------------------------------------------------------- | --------------------------------------------------------------- | --------------------------------------------------------------- | --------------------------------------------------------------- | --------------------------------------------------------------- | --------------------------------------------------------------- | --------------------------------------------------------------- | --------------------------------------------------------------- |
| Rekordno visoka temperatura °C                                              | 15.2                                                            | 18.6                                                            | 22.7                                                            | 32.0                                                            | 37.7                                                            | 39.5                                                            | 40.5                                                            | 40.7                                                            | 36.4                                                            | 32.0                                                            | 21.8                                                            | 17.2                                                            | 40.7                                                            |
| Povprečna visoka temperatura °C                                             | 1.4                                                             | 3.1                                                             | 8.8                                                             | 16.5                                                            | 22.9                                                            | 27.5                                                            | 30.3                                                            | 30.1                                                            | 23.7                                                            | 16.1                                                            | 8.4                                                             | 3.3                                                             | 16.0                                                            |
| Povprečna dnevna temperatura °C                                             | −1.6                                                            | −0.6                                                            | 4.1                                                             | 10.6                                                            | 16.7                                                            | 21.2                                                            | 23.8                                                            | 23.3                                                            | 17.5                                                            | 10.9                                                            | 4.7                                                             | 0.4                                                             | 10.9                                                            |
| Povprečna nizka temperatura °C                                              | −4.4                                                            | −3.8                                                            | 0.0                                                             | 5.0                                                             | 10.6                                                            | 15.3                                                            | 17.5                                                            | 16.7                                                            | 11.8                                                            | 6.3                                                             | 1.6                                                             | −2.2                                                            | 6.2                                                             |
| Rekordno nizka temperatura °C                                               | −26.3                                                           | −24.4                                                           | −20.2                                                           | −7.9                                                            | −1.5                                                            | 5.5                                                             | 9.2                                                             | 6.6                                                             | −5.0                                                            | −7.6                                                            | −16.2                                                           | −22.2                                                           | −26.3                                                           |
| Povprečna količina padavin mm                                               | 33                                                              | 28                                                              | 30                                                              | 32                                                              | 43                                                              | 59                                                              | 44                                                              | 29                                                              | 38                                                              | 36                                                              | 34                                                              | 38                                                              | 444                                                             |
| Povprečna maks. količina zapadlega snega cm                                 | 2                                                               | 3                                                               | 1                                                               | 0                                                               | 0                                                               | 0                                                               | 0                                                               | 0                                                               | 0                                                               | 0                                                               | 0                                                               | 1                                                               | 3                                                               |
| Povp. št. deževnih dni                                                      | 9                                                               | 7                                                               | 9                                                               | 12                                                              | 11                                                              | 11                                                              | 9                                                               | 6                                                               | 9                                                               | 9                                                               | 12                                                              | 10                                                              | 114                                                             |
| Povp. št. sneženih dni                                                      | 11                                                              | 10                                                              | 6                                                               | 0                                                               | 0                                                               | 0                                                               | 0                                                               | 0                                                               | 0                                                               | 0.3                                                             | 4                                                               | 8                                                               | 39                                                              |
| Povprečna relativna vlažnost (%)                                            | 85.5                                                            | 82.1                                                            | 77.1                                                            | 68.5                                                            | 64.8                                                            | 65.3                                                            | 62.1                                                            | 60.7                                                            | 68.4                                                            | 76.4                                                            | 84.9                                                            | 86.8                                                            | 73.6                                                            |
| Povp. št. sončnih ur                                                        | 63.7                                                            | 82.7                                                            | 134.2                                                           | 193.3                                                           | 275.8                                                           | 294.7                                                           | 318.5                                                           | 301.5                                                           | 228.4                                                           | 153.8                                                           | 77.6                                                            | 50.1                                                            | 2.174,3                                                         |
| Vir 1: Pogoda.ru.net                                                        |                                                                 |                                                                 |                                                                 |                                                                 |                                                                 |                                                                 |                                                                 |                                                                 |                                                                 |                                                                 |                                                                 |                                                                 |                                                                 |
| Vir 2: Svetovna meteorološka organizacija (vlažnost in osončenje 1981–2010) |                                                                 |                                                                 |                                                                 |                                                                 |                                                                 |                                                                 |                                                                 |                                                                 |                                                                 |                                                                 |                                                                 |                                                                 |                                                                 |

## Transport

### Železnica
Herson je povezan z nacionalno železniško mrežo Ukrajine. Obstajajo dnevne povezave na dolge razdalje do Kijeva, Lvova in drugih mest.

### Zračni promet
Herson oskrbuje Mednarodno letališče Herson. Upravlja z betonsko vzletno-pristajalno stezo velikosti 2500 x 42 metrov, ki sprejme letala Boeing 737, Airbus 319/320 in helikopterje vseh serij.

## Izobraževanje
V mestu je 77 srednjih šol in 5 kolidžev. Je tudi 15 ustanov višjega izobraževanja, med katerimi so: 
- Državna pomorska akademija v Hersonu (uk)
- Državna univerza za kmetijstvo v Hersonu
- Državna univerza v Hersonu
- Narodna tehniška univerza v Hersonu
- Mednarodna univerza za poslovanje in pravo

Dokumentarni film Dixie Land so snemali v glasbeni šoli v Hersonu.

## Glavne znamenitosti
- Cerkev svete Katarine je bila zgrajena v 1780-ih, verjetno po načrtih Ivana Starova. Vsebuje grobnico Grigorija Potemkina.
- Judovsko pokopališče – Herson je bil velika judovska skupnost, ustanovljena v sredini 19. stoletja.[23]
- Televizijski stolp v Hersonu
- Adžigolski svetilnik, hiperboloidna struktura, ki jo je oblikoval leta 1910 in zgradil leta 1911 Vladimir Šuhov.

## Znane osebnosti
- Georgij Arkadjevič Arbatov (1923–2010), ruski politični znanstvenik.[24]
- Maximilian Bern (1849–1923), nemški pisatelj in urednik
- Sergej Bondarčuk (1920–1994), rusko-sovjetski filmski režiser, scenarist in igralec ukrajinskega rodu
- Lev Davidovič Bronštejn – Lev Trocki (1879–1940), boljševiški revolucionar in marksistični teoretik se je rodil v vasi Bereslavka, Hersonska gubernija
- Ivan Abramovič Gannibal (1735–1801), ruski vojskovodja, ustanovitelj mesta
- Juhim Golišev (1897–1970), ukrajinski slikar in skladatelj, povezan z dadaizmom v Berlinu
- Mikola Grigorovič Grinko (1920–1989), ukrajinsko-sovjetski filmski igralec
- Katerina Viktorovna Gandzjuk (1985–2018), ukrajinska aktivistka za državljanske pravice in boj proti korupciji
- John Howard (1726–1790), angleški filantrop in prenovitelj zaporov (umrl zaradi tifusa v Hersonu)
- Mircea Ionescu-Quintus (1917–2017), romunski politik, pisatelj in pravnik
- Pavlo Olegovič Iščenko (rojen 1992), ukrajinsko-izraelski boksar
- Oleksandr Oleksandrovič Karavajev (rojen 1992), ukrajinski nogometaš
- Jevgen Mefodijovič Kučerevski (1941–2006), ukrajinski nogometni trener, trener Dnipro Dnipropetrovska
- Larisa Semjonovna Latinina (rojena 1934), ukrajinsko-sovjetska gimnastičarka, prva športnica, ki je prejela devet zlatih olimpijskih medalj
- Tetjana Feliksivna Lisenko, ukrajinsko-sovjetska gimnastičarka, prejemnica zlate medalje na gredi na Poletnih olimpijskih igrah 1992 v Barceloni
- Samuil Mojisejevič Majkapar (1867-1938), ruski pianist
- Nicholas Perry (rojen 1992), osebnost z družbenih omrežij, znana kot Nikocado Avocado
- Sergij Volodimirovič Polunin (rojen 1989), ukrajinski baletnik[25]
- Grigorij Potemkin (1739–1791), ruski vojskovodja, državnik, ustanovitelj mesta
- Solomon Rosenbljum, kasneje znan kot poročnik Sidney Reilly (okoli 1873–1925), tajni agent in mednarodni pustolovec in playboy, ki ga je nekaj časa zaposlila britanska obveščevalna služba. Naj bi navdihnil Iana Fleminga za njegov lik agenta Jamesa Bonda.
- Moše Šaret (1953–1955), rusko-izraelski politik, 2. Predsednik vlade Izraela
- Sergej Stanišev (rojen 1966), bolgarski politik, 49. Predsednik vlade Bolgarije
- Aleksander Vasiljevič Suvorov (1730–1800), ruski generalisim, ustanovitelj mesta
- David Abramovič Tišler (1927–2014), rusko-sovjetski sabljač, prejemnik bronaste medalje v sabljanju moštveno na Poletnih olimpijskih igrah 1956 v Melbourneu
- Mihail Tihonovič Jemcev (1930–2003), rusko-sovjetski kemik, pisatelj, disident

## Pobratena mesta
Herson je član Mednarodne skupščine prestolnic in velikih mest. Ulica Zalaegerszeg in mikrorajon Šumen sta bila poimenovana tudi v čast dolgoletnih odnosov s pobratenimi mesti.
| Pobratena mesta  | Pobratena mesta |
| ---------------- | --------------- |
| Mariupol         | Ukrajina        |
| Rzeszów          | Poljska         |
| Zalaegerszeg     | Madžarska       |
| Šumen            | Bolgarija       |
| Kent, Washington | ZDA             |
| Zonguldak        | Turčija         |